# Seenotrettungsstation Brunsbüttel
Die Seenotrettungsstation Brunsbüttel ist ein Stützpunkt von Freiwilligen der Deutschen Gesellschaft zur Rettung Schiffbrüchiger (DGzRS) in Schleswig-Holstein. Im Seenotfall besetzen die Seenotretter aus Brunsbüttel kurzfristig das Seenotrettungsboot (SRB), das am Anleger des Leitwerks vor der Nordschleuse vertäut ist. Im Regelfall erfolgt die Alarmierung durch die Zentrale der DGzRS in Bremen, wo die Seenotleitung Bremen (MRCC Bremen) ständig alle Alarmierungswege für die Seenotrettung überwacht.

## Revier und Zusammenarbeit
Das Revier der Seenotretter ist der Mündungsbereich der Elbe zwischen Glückstadt und Cuxhaven mit dem starken Schiffsverkehr von und zum Hamburger Hafen und dem Nord-Ostsee-Kanal. Größere Havarien im Bereich vor den Schleusen des Kanals sind selten, sodass die Retter eher Verletzte oder Erkrankte von Schiffen abbergen müssen. Bei den regelmäßigen Kontrollfahrten auf der Elbe trainieren sie die Zusammenarbeit mit den Kollegen der Seenotrettungsstation Cuxhaven, die mit einem Seenotrettungskreuzer den Mündungstrichter der Elbe bis hinaus auf die Nordsee absichern.

## Geschichte und aktuelle Rettungseinheit
Die Gründung der Station erfolgte 1987 mit der Stationierung des 7-Meter-Bootes DOORTJE, das dazu von der heute geschlossenen Station in Wendtorf an der Ostsee verlegt wurde. Nach einem Jahr nahm die DGzRS das kleine Boot aus dem Bestand und schickte als Ersatz das neu gebaute SRB MARIE LUISE RENDTE. Das Boot war eines der drei Vorserienboote der 2. Generation SRB von 8,28 Meter Länge. Seit Mai 1999 liegt in Brunsbüttel die GILLIS GULLBRANSSON, dem zweiten Neubau der dritten Generation von SRB der DGzRS. Durch die vollständig geschlossene Kajüte werden Personen und die Technik an Bord besser geschützt. Mit dem 320-PS-Dieselmotor ist eine maximale Geschwindigkeit von 18 Knoten möglich und seine Zugkraft reicht auch zum Schleppen deutlich größerer Schiffe. Der Name des Boots geht auf einen Spender in Schweden zurück.

## Historie der motorisierten Rettungseinheiten
| Stationierung von Seenotrettungsbooten |                     |          |                   |                            |         |                |                              |
| Zeitraum                               | Schiffsname         | Reg.-Nr. | Länge oder Klasse | Anz. Motoren ges. Leistung | Geschw. | vorige Station | Verlegung nach oder Verbleib |
| 1987 → 1988                            | DOORTJE             | KRST 12  | 7-m-Klasse (I)    | 1 → 54 PS                  | 10,0 kn | von Wendtorf   | ausgemustert                 |
| 1988 → 1999                            | MARIE LUISE RENDTE  | KRST 30  | 8,5-m-Klasse      | 1 → 220 PS                 | 18,0 kn | Neubau         | → Ueckermünde                |
| seit 1999                              | GILLIS GULLBRANSSON | SRB 48   | 9,5-m-Klasse      | 1 → 320 PS                 | 18,0 kn | Neubau         | auf Station                  |

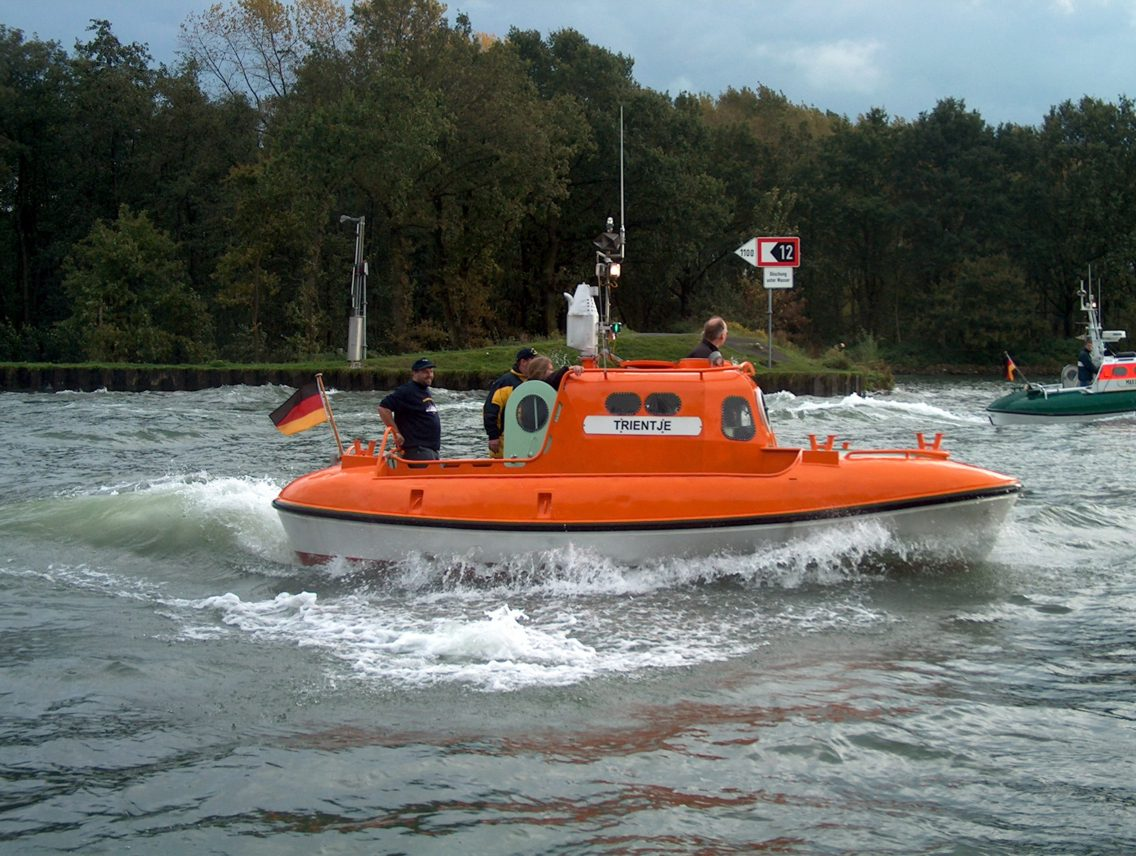
Typbild 7-m-Klasse (I)
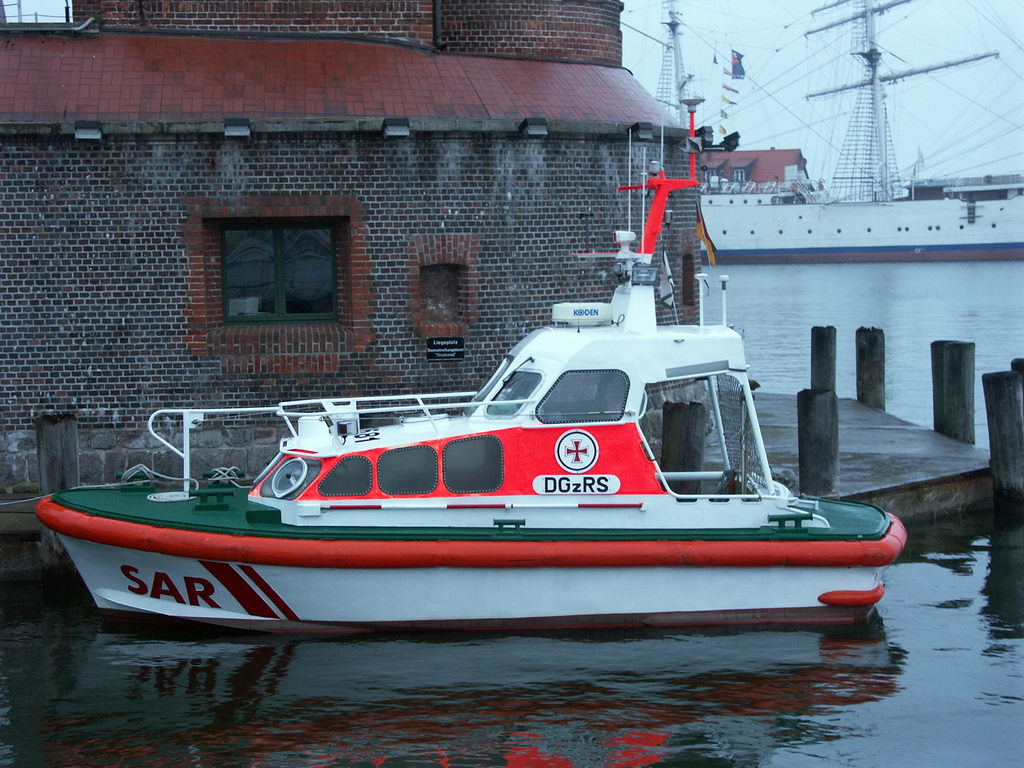
MARIE LUISE RENDTE